# The Dark Crystal: Age of Resistance
The Dark Crystal: Age of Resistance és una sèrie de televisió d'aventures/fantasia produïda per Netflix i The Jim Henson Company. La sèrie és una preqüela de la pel·lícula de 1982 de Jim Henson The Dark Crystal que explora el món de Thra creat per la pel·lícula original. Va estrenar la seva primera temporada el 30 d'agost de 2019.

## Sinopsi
La raça dels Gelfling es desperta pel fet que els seus patrons adorats habitualment, els Skeksis, són malvats explotadors que extreuen la seva essència i permeten la destrucció del seu món. Al planeta Thra, tres Gelflings — Rian, Brea i Deet — inspiren una rebel·lió contra els Skeksis quan descobreixen un horrorós secret darrere del seu poder que amenaça tot Thra.